# جيم-باتريك مولر
جيم-باتريك مولر (بالألمانية: Jim-Patrick Müller)‏ هو لاعب كرة قدم ألماني في مركز الهجوم، ولد في 4 أغسطس 1989 في ميونخ في ألمانيا. لعب مع دينامو درسدن ونادي ساندهاوزن ويان ريغينسبورغ.

## وصلات خارجية
- جيم-باتريك مولر على موقع قاعدة بيانات كرة القدم.إي يو (الإنجليزية)
- جيم-باتريك مولر على موقع بيانات كرة القدم. دي إي (الألمانية)
- جيم-باتريك مولر على موقع عالم كرة القدم.نت (الإنجليزية)